# NGC 7126
NGC 7126 ist eine Spiralgalaxie vom Hubble-Typ Sc im Sternbild Indianer am Südsternhimmel. Sie ist schätzungsweise 130 Millionen Lichtjahre von der Milchstraße entfernt und hat einen Durchmesser von etwa 110.000 Lichtjahren. Vermutlich bildet sie gemeinsam mit NGC 7125 ein gravitativ gebundenes Galaxienpaar.
Das Objekt wurde am 22. Juli 1835 von dem Astronomen John Herschel mit seinem 18,7-Zoll-Spiegelteleskop entdeckt und später von Johan Dreyer in seinen New General Catalogue aufgenommen.